# Gláuber
Gláuber Leandro Honorato Berti sau Gláuber (n. 5 august 1983, São José do Rio Preto, São Paulo, Brazilia) este un fost fotbalist brazilian care a jucat pe postul de fundaș central pentru echipa de fotbal Columbus Crew.

### Interviuri
- GlAuber Leandro Berti fundaș Rapid: „Am jucat cu Romario și cu Robinho!“, 11 mai 2011, Robert Helbet, Adevărul